# Liste der Monuments historiques in Auve
Die Liste der Monuments historiques in Auve führt die Monuments historiques in der französischen Gemeinde Auve auf.

## Liste der Immobilien
| Bezeichnung      | Beschreibung           | Standort                | Kennzeichnung | Schutzstatus | Datum | Bild           |
| ---------------- | ---------------------- | ----------------------- | ------------- | ------------ | ----- | -------------- |
| Kirche St-Martin | ab dem 12. Jahrhundert | Rue Saint-Martin (Lage) | PA00078575    | Classé       | 1916  | weitere Bilder |

## Liste der Objekte
| Bezeichnung | Beschreibung                          | Standort                       | Kennzeichnung | Schutzstatus | Datum | Bild |
| ----------- | ------------------------------------- | ------------------------------ | ------------- | ------------ | ----- | ---- |
| Kruzifix    | Holz, farbig gefasst, 17. Jahrhundert | in der Kirche St-Martin (Lage) | PM51003676    | Classé       | 2017  |      |